# Ottawa Fury Football Club
O Ottawa Fury Football Club, também conhecido como Ottawa Fury FC ou simplesmente Ottawa Fury, foi uma equipe de futebol da cidade de Ottawa, capital do Canadá. Disputava a USL Championship e o Campeonato Canadense. 

## História

### Ottawa Fury (2005-2013)
O clube foi fundado em 2005 e jogava a Premier Development League, equivalente a quarta divisão dos Estados Unidos e Canadá. Em sua estreia derrotou o Westchester Flames por 3x0. Disputou a competição até 2013, quando foi extinto para dar lugar ao Ottawa Fury atual

### Ottawa Fury FC (2013-2019)
Em 20 de Junho de 2011 foi anunciada uma expansão da NASL para 2014.. The Ottawa Sports and Entertainment Group, que já era dona do Ottawa Fury, que disputava a PDL, e também do time Ottawa Redblacks da Canadian Football League, foi nominado como o dono da franquia.. Com isso, em 2014 o Ottawa Fury deu lugar ao atual Ottawa Fury FC.
Entre os anos de 2015 e 2016, o Ottawa fez excelentes campanha ficando com o vice-campeonato da NASL em 2015 e obteve o 3º lugar no Campeonato Canadense de Futebol de 2016.
O Ottawa Fury disputou a NASL até 2016, quando foi anunciado que a equipe deixaria a NASL para ir para a USL junto com o Tampa Bay Rowdies para a temporada de 2017. Em 9 de dezembro de 2016 foi anunciada uma parceria entre o Ottawa Fury e o Montreal Impact. Porém ainda assim a equipe permanecerá elegível para o Campeonato Canadense, dúvida que era pertinente pois no regulamento do Campeonato Canadense proíbe os chamados "times B" 
Em 2018, o Fury entrou em uma controvérsia com a CONCACAF e a Associação Canadense de Futebol, que ameaçou a retirar a sanção do time caso o time não fosse transferido para a Canadian Premier League, já que times canadenses jogavam na NASL e USL pois não havia uma liga canadense para os times jogar, fato que havia mudado com a criação da CPL. A CONCACAF deu a data limite até 2020, o clube jogou a temporada de 2019 onde chegou na primeira rodada dos playoffs, e logo encerrou as operações em Novembro de 2019.
Um dos donos do Fury, o empresário Jeff Hunt, junto com o clube espanhol Club Atlético de Madrid, fundaram um novo time para substituir o Ottawa Fury, o Atlético Ottawa.

## Estádio
O Ottawa Fury mandava seus jogos no TD Place Stadium, que pertece ao município de Ottawa, com capacidade de 24.000 lugares.

## Campanhas de destaque
- NASL: 2º lugar - 2015
- Campeonato Canadense: 3º lugar - 2016